# گل جاوید ایتالیایی
گل جاوید ایتالیایی (نام علمی: Helichrysum italicum) گیاهی پاکوتاه و خزنده و دارای عادت رشد بوته‌ای متراکم بوده و برگ‌های کوتاه و باریک و معطر آن به رنگ خاکستری نقره‌ای است. برگ‌ها در صورت فشرده یا خراشیده شدن یا خیلی گرم و آفتابی شدید بودن هوا، بوی کاری می‌دهند. گل‌های خوشه‌ای به رنگ زرد خردلی یا طلایی است.